# デジタル・メディア・ラボ
株式会社デジタル・メディア・ラボ（英: DIGITAL MEDIA LAB.,INC.）は、日本の映像制作会社。加賀電子の完全子会社。
ゲームムービー・実機データ・プログラム開発、遊技機器コンテンツ制作、CM、映画、モーションキャプチャー事業、テレビ番組等のCG映像コンテンツ制作を行う。コンセプトワークやデザインワークも含めた総合的な映像制作を行うプロダクションスタジオ。

## 映像制作タイトル
- 制作を担当した『モンスターファーム5 サーカスキャラバン 』のOP映像は、SIGGRAPH2006 Electronic Theaterにて入賞作品のひとつに選ばれた。[2][3]
- 天野喜孝原作『やさいのようせい N.Y.SALAD』はANNECYをはじめとした様々な国際映画祭にて多数受賞。[4]
- 春日あかね原作『味楽る!ミミカ』アニメーション制作[5]
- 『進撃の巨人展』360°体感シアター“哮”。共同制作。第一回VRクリエイティブアワード2015にてCG部門賞を受賞。[6]
- 『戦国BASARA3』OP制作[7]
- 『KINGSGLAIVE FINAL FANTASY XV』一部アセット制作[8]
- 映画『テラフォーマーズ』[9]
- 『ヱヴァンゲリヲン新劇場版:Q』[10]
- 『アルチンボルド展 アルチンボルドメーカー』シェーダ、アセット制作[11]
- 『メタルギアソリッドV ファントムペイン』MECHANICAL / ANIMAL CG ART SUPPORT[12]